# Каподикина I (Фрозиноне)
Каподикина I је насеље у Италији у округу Фрозиноне, региону Лацио.
Према процени из 2011. у насељу је живело 24 становника. Насеље се налази на надморској висини од 526 м.